# Evangelion (album)
Evangelion is het negende album van de Poolse blackeneddeathmetalband Behemoth.
Het album werd uitgebracht op 7 augustus 2009 door Nuclear Blast Records en op 11 augustus 2009 door Metal Blade Records.

## Tracklist
| Nr. | Titel                                  | Tekst                            | Muziek      | Duur |
| --- | -------------------------------------- | -------------------------------- | ----------- | ---- |
| 1.  | Daimonos                               | Adam Darski                      | Adam Darski | 5:15 |
| 2.  | Shemhamforash                          | Adam Darski                      | Adam Darski | 3:56 |
| 3.  | Ov Fire and the Void                   | Adam Darski                      | Adam Darski | 4:27 |
| 4.  | Transmigrating Beyond Realms ov Amenti | Krzysztof Azarewicz              | Adam Darski | 3:27 |
| 5.  | He Who Breeds Pestilence               | Adam Darski                      | Adam Darski | 5:41 |
| 6.  | The Seed ov I                          | Adam Darski, Krzysztof Azarewicz | Adam Darski | 4:58 |
| 7.  | Alas, Lord Is Upon Me                  | Adam Darski                      | Adam Darski | 3:15 |
| 8.  | Defiling Morality ov Black God         | Adam Darski, Krzysztof Azarewicz | Adam Darski | 2:49 |
| 9.  | Lucifer                                | Tadeusz Miciński                 | Adam Darski | 8:06 |

## Medewerkers
Behemoth
- Adam 'Nergal' Darski – zang, gitaar
- Tomasz "Orion" Wróblewski – basgitaar, samples-arrangement, zang
- Zbigniew Robert "Inferno" Promiński – drums en percussie, achtergrondzang bij Daimonos
- Patryk Dominik "Seth" Sztyber – gitaar, achtergrondzang

Extra musici en productie
- Maciej Maleńczuk – zang bij Lucifer
- Tomasz "Ragaboy" Osiecki – sitar
- Krzysztof "Siegmar" Oloś – samples en synthesizer, arrangementen
- Pawel Hulisz – trompet
- Piotr Kowalkowski – trompet
- Michal Szczerba – hoorn
- Bogdan Kwiatek – trombone
- Lukasz Gruba – tuba
- Boris "Hatefrost" Kaluzny – achtergrondzang bij Daimonos
- Maciej "Manticore" Gruszka – achtergrondzang bij Daimonos
- Daniel Bergstrand – drums, coproductie
- Colin Richardson – geluidsmixage
- Arkadiusz "Malta" Malczewski – geluidstechniek, achtergrondzang bij Daimonos
- Kuba Mańkowski – geluidstechniek
- Wojciech Wiesławski – gitaar, coproductie
- Sławomir Wiesławski – gitaar, coproductie
- Jan Bryt – solo's
- Tomasz "Graal" Daniłowicz – hoesontwerp
- Ted Jensen – mastering